# Vision virtuelle
La vision virtuelle est un genre d'art virtuel[C'est-à-dire ?] et d'expression poétique avec les mains, entre le mime et la langue des signes.

## Histoire
Dans les années 1960, l'artiste sourd Bernard Bragg invente un art poétique à base de mime. Puis ce genre gagne en popularité dans le monde avec les comédiens français Guy Bouchauveau et Simon Attia ou encore l'italien Giuseppe Giuranna.

### Documentaire
- L'Œil et la Main, émission sur France 5 : VV...?, documentaire diffusé le 9 novembre 2016 et réalisé par Pauline Stroesser